# Aktantenmodell
Das Aktantenmodell ist ein Modell der strukturellen Semantik. Es wird verwendet, um die Handlung zu analysieren, die in einer realen oder fiktiven Erzählung stattfindet. Es wurde 1966 von dem Semiotiker Algirdas Julien Greimas entwickelt.
Das Modell betrachtet eine Handlung als in sechs Facetten unterteilt, die als Aktanten bezeichnet werden. Diese Aktanten sind ein kombinierter Rahmen, den Greimas hauptsächlich in Auseinandersetzung mit der Morphologie einfacher narrativer Strukturen von Vladimir Propp und Étienne Souriau ausarbeitete.
Greimas hat den Begriff Aktant von dem Linguisten Lucien Tesnière übernommen, der den Begriff in seinen Überlegungen zu Valenzgrammatik prägte.

## Wesentliche Aspekte
Greimas’ Aktantenmodell unterscheidet Charaktere und Handlungselemente nach ihrer Funktion innerhalb der Handlung. Das Modell unterscheidet zwischen:
- Subjekt / Objekt
- Helfer / Opponent
- Sender / Empfänger
- Macht

Das Subjekt begehrt ein meist abstraktes Objekt. Der Helfer unterstützt das Subjekt bei der Beschaffung des Objekts. Der Opponent arbeitet jedoch gegen den Helfer und versucht zu verhindern, dass das Subjekt das Objekt gewinnt. Der Sender initiiert die Aktion und der Empfänger profitiert von der Aktion und/oder dem Objekt. Ob das Subjekt das gewünschte Objekt erhält oder nicht, hängt von der abstrakten Macht ab, die oft mit dem Subjekt verbunden ist. Die Charakteranalyse nach dem Aktantenmodell ermöglicht eine detaillierte Aufschlüsselung der Funktion der Charaktere innerhalb der Handlung, schafft aber auch eine vereinfachte Charakterkonstellation im Zusammenhang mit der Handlung.